# Dél-Korea a 2011-es úszó-világbajnokságon
Dél-Korea a 2011-es úszó-világbajnokságon 20 sportolóval vett részt és 1 aranyérmes úszójuk volt.

## Érmesek
|     | Nemzet    | Arany | Ezüst | Bronz | Összesen |
| 15. | Dél-Korea | 1     | 0     | 0     | 1        |

| Érem      | Név         | Esemény | Idő                          | Dátum      |
| --------- | ----------- | ------- | ---------------------------- | ---------- |
| Aranyérem | Pak Thehvan | Úszás   | Férfi 400 méteres gyorsúszás | Július 24. |

## Úszás
Férfi
| Versenyző       | Esemény                            | Selejtező | Selejtező | Elődöntő          | Elődöntő          | Döntő               | Döntő               |
| Versenyző       | Esemény                            | Idő       | Helyezés  | Idő               | Helyezés          | Idő                 | Helyezés            |
| --------------- | ---------------------------------- | --------- | --------- | ----------------- | ----------------- | ------------------- | ------------------- |
| Pak Thehvan     | Férfi 100 méteres gyorsúszás       | 48.91     | 14 Q      | 48.86             | 14                | Nem jutott tovább   | Nem jutott tovább   |
| Pak Thehvan     | Férfi 200 méteres gyorsúszás       | 1:46.63   | 4 Q       | 1:46.23           | 4 Q               | 1:44.92             | 4                   |
| Pak Thehvan     | Férfi 400 méteres gyorsúszás       | 3:46.74   | 7 Q       |                   |                   | 3:42.04             | Aranyérem           |
| Jang Sang-Jin   | Férfi 800 méteres gyorsúszás       | 8:11.94   | 31        |                   |                   | Nem jutott tovább   | Nem jutott tovább   |
| Pak Szongvan    | Férfi 100 méteres hátúszás         | 55.39     | 35        | Nem jutott tovább | Nem jutott tovább | Nem jutott tovább   | Nem jutott tovább   |
| Kim Dzsihjon    | Férfi 200 méteres hátúszás         | 2:01.06   | 25        | Nem jutott tovább | Nem jutott tovább | Nem jutott tovább   | Nem jutott tovább   |
| Cshö Kjuung     | Férfi 100 méteres mellúszás        | 1:01.83   | 37        | Nem jutott tovább | Nem jutott tovább | Nem jutott tovább   | Nem jutott tovább   |
| Cshö Kjuung     | Férfi 200 méteres mellúszás        | 2:12.69   | 14 Q      | 2:11.27           | 7 Q               | 2:11.17             | 7                   |
| Ham Jong-Hun    | Férfi 100 méteres pillangóúszás    | 53.94     | 36        | Nem jutott tovább | Nem jutott tovább | Nem jutott tovább   | Nem jutott tovább   |
| Chang Gyu-Cheol | Férfi 200 méteres pillangóúszás    | 1:58.02   | 23        | Nem jutott tovább | Nem jutott tovább | Nem jutott tovább   | Nem jutott tovább   |
| Jung Won-Yong   | Férfi 200 méteres vegyesúszás      | 2:02.50   | 27        | Nem jutott tovább | Nem jutott tovább | Nem jutott tovább   | Nem jutott tovább   |
| Jung Won-Yong   | Férfi 400 méteres vegyesúszás      | 4:18.98   | 15        |                   |                   | Nem jutott tovább   | Nem jutott tovább   |
| Dél-Korea       | Férfi 4 × 100 méteres gyorsváltó   | DNS       | DNS       |                   |                   | Nem jutottak tovább | Nem jutottak tovább |
| Dél-Korea       | Férfi 4 × 200 méteres gyorsváltó   | DNS       | DNS       |                   |                   | Nem jutottak tovább | Nem jutottak tovább |
| Dél-Korea       | Férfi 4 × 100 méteres vegyes váltó | DNS       | DNS       |                   |                   | Nem jutottak tovább | Nem jutottak tovább |

Női
| Versenyző     | Esemény                          | Selejtező | Selejtező | Elődöntő          | Elődöntő          | Döntő               | Döntő               |
| Versenyző     | Esemény                          | Idő       | Helyezés  | Idő               | Helyezés          | Idő                 | Helyezés            |
| ------------- | -------------------------------- | --------- | --------- | ----------------- | ----------------- | ------------------- | ------------------- |
| Kim Jung-Hye  | Női 200 méteres gyorsúszás       | 2:03.13   | 38        | Nem jutott tovább | Nem jutott tovább | Nem jutott tovább   | Nem jutott tovább   |
| Kim Ga-Eul    | Női 400 méteres gyorsúszás       | 4:23.94   | 32        |                   |                   | Nem jutott tovább   | Nem jutott tovább   |
| Han Na-Kyeong | Női 1500 méteres gyorsúszás      | 17:06.37  | 23        |                   |                   | Nem jutott tovább   | Nem jutott tovább   |
| Ham Chan-Mi   | Női 200 méteres hátúszás         | 2:14.88   | 28        | Nem jutott tovább | Nem jutott tovább | Nem jutott tovább   | Nem jutott tovább   |
| Kim Dal-Eun   | Női 50 méteres mellúszás         | 32.43     | 21        | Nem jutott tovább | Nem jutott tovább | Nem jutott tovább   | Nem jutott tovább   |
| Baek Su-Yeon  | Női 100 méteres mellúszás        | 1:10.00   | 28        | Nem jutott tovább | Nem jutott tovább | Nem jutott tovább   | Nem jutott tovább   |
| Baek Su-Yeon  | Női 200 méteres mellúszás        | 2:27.43   | 12 Q      | 2:26.61           | 13                | Nem jutott tovább   | Nem jutott tovább   |
| Jeong Da-Rae  | Női 200 méteres mellúszás        | 2:28.14   | 19        | Nem jutott tovább | Nem jutott tovább | Nem jutott tovább   | Nem jutott tovább   |
| An Se-Hyeon   | Női 100 méteres pillangóúszás    | 1:00.76   | 37        | Nem jutott tovább | Nem jutott tovább | Nem jutott tovább   | Nem jutott tovább   |
| Choi Hye-Ra   | Női 200 méteres pillangóúszás    | 2:09.33   | 15 Q      | 2:08.81           | 13                | Nem jutott tovább   | Nem jutott tovább   |
| Choi Hye-Ra   | Női 200 méteres vegyesúszás      | 2:13.00   | 9 Q       | 2:15.90           | 16                | Nem jutott tovább   | Nem jutott tovább   |
| Kim Hye-Rim   | Női 400 méteres vegyesúszás      | 4:48.97   | 26        |                   |                   | Nem jutott tovább   | Nem jutott tovább   |
| Dél-Korea     | Női 4 × 200 méteres gyorsváltó   | DNS       | DNS       |                   |                   | Nem jutottak tovább | Nem jutottak tovább |
| Dél-Korea     | Női 4 × 100 méteres vegyes váltó | DNS       | DNS       |                   |                   | Nem jutottak tovább | Nem jutottak tovább |

## Szinkronúszás
Női
| Versenyző(k)               | Esemény               | Selejtező | Selejtező | Döntő             | Döntő             |
| Versenyző(k)               | Esemény               | Pont      | Helyezés  | Pont              | Helyezés          |
| -------------------------- | --------------------- | --------- | --------- | ----------------- | ----------------- |
| Park Hyun-Ha               | Egyéni rövid program  | 83.300    | 14        | Nem jutott tovább | Nem jutott tovább |
| Park Hyun-Sun              | Egyéni szabad program | 84.790    | 13        | Nem jutott tovább | Nem jutott tovább |
| Park Hyun-Ha Park Hyun-Sun | Páros rövid program   | 85.500    | 15        | Nem jutott tovább | Nem jutott tovább |
| Park Hyun-Ha Park Hyun-Sun | Páros szabad program  | 85.600    | 15        | Nem jutott tovább | Nem jutott tovább |